# Elizabeth Barton
Elizabeth Barton (1506? –Tyburn, 20 de abril de 1534), fue una monja benedictina católica inglesa con gran reputación de santidad que fue ejecutada a causa de sus profecías contra el matrimonio del rey Enrique VIII de Inglaterra y Ana Bolena.También conocida como "La Monja de Kent", "La Doncella Santa de Londres", "La Doncella Santa de Kent" y más tarde "La Doncella Loca de Kent", 

## Biografía
Poco es sabido de los primeros años de Elizabeth Barton. Nació hacia 1506 en la parroquia de Aldington, aproximadamente a 19 km de Canterbury, al parecer en un entorno pobre. Se encontraba trabajando como criada cuando comenzaron sus visiones en 1525. A la edad de 19 años, mientras trabajaba como criada doméstica en la casa de Thomas Cobb, un labrador de Aldington,  padeció una enfermedad severa y afirmó haber recibido revelaciones divinas. Estos pronósticos de acontecimientos futuros, como la muerte de un niño que vivía en su casa, se conjugaron con alegatos a favor de permanecer en la Iglesia católica. También instó a la población a rogar a la Virgen María y a emprender peregrinaciones. Miles de personas creyeron en sus profecías y tanto el arzobispo William Warham como el obispo John Fisher dieron fe de su vida piadosa.
Cuando algunos acontecimientos predichos por ella finalmente ocurrieron, su reputación aumentó considerablemente. El sacerdote Richard Masters refirió este asunto al arzobispo Warham, quien nombró una comisión para asegurarse de que ninguna de sus profecías contradijera el dogma católico. Cuando la comisión decidió favorablemente, Warham dispuso que Barton fuera recibida en el priorato benedictino del Santo Sepulcro en Canterbury.
En 1528, tuvo una reunión privada con el cardenal Thomas Wolsey, el segundo hombre más poderoso en Inglaterra después de Enrique VIII. El rey aceptó a Barton porque en aquel momento sus profecías no desafiaban el orden establecido. Sus profecías condenaron la herejía y la rebelión en el momento en que el rey intentaba expulsar el luteranismo de Inglaterra y temía posibles revueltas e intentos de asesinato por parte de sus enemigos.
Cuando el rey comenzó el proceso de anulación de su matrimonio con Catalina de Aragón y a acaparar el control de la iglesia en Inglaterra contra Roma, dejó de tolerar estas profecías. Barton se opuso firmemente a la reforma inglesa y hacia 1532 comenzó a profetizar que si Enrique VIII se volvía a casar, moriría poco después. Dijo que había visto el lugar en el infierno al que iría dado ese caso (aunque de hecho Enrique vivió 15 años más). Sorprendentemente, Barton permaneció sin castigo casi un año (en gran parte,  al parecer, debido a su popularidad). Los afines al rey esparcieron rumores acerca de que había mantenido relaciones sexuales con sacerdotes y que sufría alguna enfermedad mental. Muchas profecías, como pensó Tomás Moro, fueron atribuidas a ella erróneamente.

### Arresto y ejecución
Con su reputación socavada, la Corona arrestó a Barton en 1533 y la forzó a confesar la falsedad de sus revelaciones. De todas formas, todo lo relacionado con su confesión procede de Thomas Cromwell, sus agentes y otras fuentes afines a la Corona. 
El fraile John Laurence de los Frailes Observadores de Greenwich dio evidencias contra la Doncella y contra algunos frailes, como Hugh Rich y Richard Risby. Laurence solicitó entonces ocupar uno de los puestos que dejaron vacantes por su encarcelamiento. Elizabeth Barton fue condenada a muerte civil (25 Henry VIII, c. 12); un acto del parlamento que autoriza aplicar castigo sin pruebas. Ella, junto con cinco de sus seguidores, cuatro de los cuales eran sacerdotes, fueron ahorcados por traición en Tyburn. Fue enterrada en la iglesia de Greyfriars en la calle Newgate, pero su cabeza estuvo puesta en una pica en el Puente de Londres. Fue la única mujer en la historia en recibir tal deshonra.

## Legado
Iglesias como la Iglesia católica anglicana de St Augustine de Canterbury continúan venerando a la Hermana Barton.
El caso de Elizabeth Barton fue tratado extensamente en la novela histórica En la corte del lobo (2009) por Hilary Mantel y en su adaptación de televisión, donde fue interpretada por Aimee-Ffion Edwards.
En A Man for all Seasons (Robert Bolt) se la menciona en un interrogatorio de Tomás Moro por haber sido ejecutada. Esta obra no se adapta estrictamente a los hechos para propósitos dramáticos.